# 서상우 (1831년)
서상우(徐相雨, 1831년 ~ 1903년)는 조선 말기의 문신이며 개화파이다. 본관은 대구. 자는 은경(殷卿), 호는 규정(圭廷)이다.

## 생애
1882년 12월 별시문과에 장원으로 급제하였다. 1883년 홍문관교리로 임명되어 인천 개항장의 조계획정(租界劃定)에 참여하였다.
온건개화파 인사 중에 한명으로 1884년에 김옥균, 박영효, 서광범, 서재필 등이 일으킨 갑신정변이 실패한 후 일본에 가서 망명한 이들을 송환해 달라고 했으나 실패하였다.
1894년 갑오경장 때 김홍집 내각의 내무대신이 되어 김홍집, 어윤중, 유길준, 조희연, 정병하, 장석주, 김윤식 등 개화파 인사들과 함께 갑오개혁, 을미개혁을 이끌었다.
1888년 사헌부대사헌과 형조판서를 지내고, 1890년 의정부좌참찬, 1893년 공조판서 등을 역임하였다. 시호는 문헌(文憲)이다.